# Stygotantulus stocki
Stygotantulus stocki är en kräftdjursart som beskrevs av Geoffrey Allen Boxshall och Rony Huys 1989. Stygotantulus stocki ingår i släktet Stygotantulus och familjen Basipodellidae. Inga underarter finns listade i Catalogue of Life.